# Ctenusa pretoriae
Ctenusa pretoriae là một loài bướm đêm trong họ Noctuidae.